# (72037) Castelldefels
(72037) Castelldefels es un asteroide perteneciente al cinturón de asteroides descubierto el 10 de diciembre de 2000 por José Manteca desde el observatorio de Begas en España.

## Designación y nombre
Designado provisionalmente como 2000 XN44. Fue nombrado Castelldefels en homenaje a la ciudad de Castelldefels por la estrecha relación personal del descubridor con la Agrupación Astronómica de esta ciudad. El 3 de marzo de 2004, el Minor Planet Center confirmó su nombre.

## Características orbitales
Castelldefels está situado a una distancia media del Sol de 2,2045 ua, pudiendo alejarse hasta 2,6122 ua y acercarse hasta 1,7969 ua. Su excentricidad es 0,1849 y la inclinación orbital 4,4399 grados. Emplea 1195,6 días en completar una órbita alrededor del Sol.

## Características físicas
La magnitud absoluta de Castelldefels es 15,6.